# Möklinta distrikt
Möklinta distrikt är ett distrikt i Sala kommun och Västmanlands län. Distriktet ligger omkring Möklinta i nordöstra Västmanland och gränsar till både Dalarna, Gästrikland och Uppland.

## Tidigare administrativ tillhörighet
Distriktet inrättades 2016 och utgörs av Möklinta socken i Sala kommun.
Området motsvarar den omfattning Möklinta församling hade vid årsskiftet 1999/2000.

## Tätorter och småorter
I Möklinta distrikt finns en tätort men inga småorter.

### Tätorter
- Möklinta